# Carlos Ribeiro

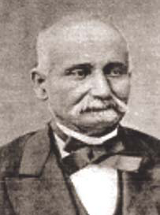
Carlos Ribeiro

Carlos Ribeiro (* Dezember 1813 in Lissabon; † 13. November 1882 ebenda) war ein portugiesischer Geologe, Militär, Lehrer, Beamter und Politiker. Er gilt als einer der „Väter“ der portugiesischen Geologie und war Mitglied mehrerer nationaler und internationaler wissenschaftlicher Gesellschaften.

## Leben
Carlos Ribeiro wurde als Sohn von José Joaquim Ribeiro und Francisca dos Santos Ribeiro im Lissaboner Stadtteil Lapa geboren und am 21. Dezember 1813 getauft. In seiner Jugend nahm er Privatunterricht bei Filipe Folque (1800–1874), einem Studenten an der Königlichen Akademie, später Mathematiker und General der portugiesischen Armee. Ribeiro absolvierte zunächst ein Studium im militärischen Bereich, unterbrochen 1833/34 durch den Miguelistenkrieg. Nach Abschluss des Studiums stieg er am 28. Juli 1837 in den Rang eines Offiziers auf. Ab dem Jahr 1840 als Oberleutnant in Porto stationiert, studierte Ribeiro an der dortigen Academia Politécnica do Porto Geologie. Nach dem Abschluss des Studiums 1844 erfolgten praktische geologische Studien in den Außenbezirken von Porto. 1846 heiratete er Úrsula Damásio, die Schwester seines Lehrers an der Akademie José Vitorino Damásio. Gemeinsam hatten Carlos und Ùrsula Ribeiro drei Kinder: José Vitorino, Zélia und Sofia. Nach dem Aufstand von Maria da Fonte 1846, bei dem er auf der Seite der unterlegenen Aufständischen stand, wurde Ribeiro aus dem Militärdienst entlassen und zu einer Gefängnisstrafe verurteilt.
Ab 1849 war Carlos Ribeiro Mitarbeiter der Firma Companhia Farrobo e Damásio, für die er auf eigene Kosten das Land bereiste und dabei petrografische und paläontologische Objekte sammelte, die später Teil der Sammlung der Comissão Geológica de Portugal wurden. Sie kamen danach in das Museu do Instituto Geológico e Mineiro und das Museu Geológico e Mineralógico da Escola Politécnica de Lisboa. 1850 war er verantwortlich für die wissenschaftliche Überprüfung von Veröffentlichungen des englischen Geologen Daniel Sharpe (1806–1856) über die Geologie Portugals, was Ribeiro erste internationale Anerkennung in diesem Bereich der Forschung einbrachte. Ab 1852 leitete er die vierte Abteilung des Repartição Técnica da Direcção Geral de Obras Públicas, verantwortlich für Minen, Steinbrüche und geologischen Arbeiten. Gemeinsam mit Francisco António Pereira da Costa (1809–1888), Professor an der Escola Politécnica de Lisboa, erarbeitete er das erste Bergbaugesetz, das am 31. Dezember 1852 in Kraft trat.
Zwischen 1852 und 1857 erarbeitete Ribeiro auf der Grundlage einer englischen Militärkarte von James Wyld (1812–1887) eine geologische Karte der Region zwischen den Flüssen Douro und Tejo sowie basierend auf einer Karte von Charles Bonnet (1816–1867) eine geologische Karte des Alentejo. Weiterhin skizzierte er nach Karten von Édouard de Verneuil (1805–1873) und Édouard Collomb (1801–1875) eine geologische Karte der Iberischen Halbinsel, publiziert 1864. Ab 1857 war Ribeiro gemeinsam mit Pereira da Costa Direktor der Comissão Geológica de Portugal, deren Aufgabe darin bestand, eine geologische Karte des portugiesischen Festlands zu erstellen. Die Comissão Geológica wurde im Februar 1868 wegen Uneinigkeit bezüglich ihrer Ausrichtung aufgelöst, etwa ein Jahr später jedoch als Abteilung der Direcção Geral dos Trabalhos Geodésicos wiedergegründet. Hier bekleidete Carlos Ribeiro die Funktion eines Direktors der 5. Abteilung der Direcção dos trabalhos Geodésicos, Topográficos Hidrográficos e Geológicos do Reino bis zu seinem Lebensende.
Nach einer Europareise 1858 wurde Ribeira 1859 Leiter der Repartição de Minas, Geologia e Máquinas-a-Vapor (Abteilung für Bergbau, Geologie und Dampfmaschinen), einem Teil der Direcção Geral de Obras Públicas e Minas (Generaldirektion für öffentliche Arbeiten und Bergbau). Im Jahr 1863 unternahm er Forschungen auf dem Gebiet der Vor- und Frühgeschichte. Ribeiro entdeckte bei der Erkundung der tertiären Erdschichten des Tejotals die Concheiros de Muge (Køkkenmøddinger von Muge) bei Salvaterra de Magos. Hier wurden menschliche Skelette, versteinerte Knochen von Tieren und bearbeitete Objekte aus Stein und Knochen gefunden. Speziell die Feuersteinobjekte aus dem Tejotal führten nach einem Bericht Ribeiros auf der Tagung des Internationalen Kongresses für prähistorische Anthropologie und Archäologie in Brüssel 1872 zu einer wissenschaftlichen Kontroverse, da sie aus pliozänem Sandstein und miozänen Strata stammten und mögliche hominine Bearbeitungsspuren aufwiesen. 1880 fand der 9. Kongress in Lissabon statt und 1884 erschien Ribeiros Bericht L’homme tertiaire en Portugal („Der tertiäre Mensch in Portugal“).
Ab Juli 1864 arbeitete Carlos Ribeiro in einer Kommission des Ministeriums für öffentliche Arbeiten, Handel und Industrie (MOPCI). Im Jahr 1868 veröffentlichte er eine Studie zur allgemeinen Aufforstung des Landes. Seine geologische Karte des portugiesischen Festlands gewann auf der Weltausstellung in Paris 1878 die Silbermedaille. In den Legislaturperioden von 1870 bis 1874 sowie 1880/81 war Ribeiro Mitglied des portugiesischen Parlaments. Unter anderem brachte er gemeinsam mit John Gilberto und Antonio Pinto Carneiro Rolla in der Sitzung am 23. März 1872 einen Bericht über die Grundsteuer ein. Carlos Ribeiro starb im November 1882 an einer Leber- und Herzerkrankung.

## Werke
- Carta Geológica de Portugal. 1:500.000. 1876. Mitautor: Nery Delgado
- Des formations tertiaires du Portugal. Extrait du Compte-rendu sténographique du congrès international de géologie tenu à Paris. Imprimerie Nationale, Paris 1878.
- L’homme tertiaire en Portugal. Extrait du Compte-rendu du congrès international d’anthropologie et d’archéologie préhistoriques en 1880. Typografia da Academia Real das Sciencias de Lisboa, Lissabon 1880.